# Saša Ilić
Saša Ilić (serbiska: Саша Илић), född 30 december 1977 i Požarevac, Jugoslavien, är en serbisk fotbollsspelare som sedan 2010 spelar för Partizan Belgrad. Mellan 2000 och 2008 gjorde han totalt 37 landskamper för Jugoslavien / Serbien och Montenegro / Serbien. Han deltog i VM 2006 för Serbien och Montenegro.
Ilić är en legend i moderklubben Partizan Belgrad och har gjort näst flest matcher för klubben efter Momčilo Vukotić. Han har vunnit ligan tio gånger och den Serbiska cupen tre gånger.

## Klubbkarriär

### Partizan Belgrad
Saša Ilić gjorde sin debut för Partizan Belgrad 26 oktober 1996, när han hoppade in i 10-0-segern över Borac Čačak. Under den kommande säsongen fick Ilić även göra debut i Europaspel och assisterade då Dragan Isailović 1-0 mål mot Dinamo Zagreb. 23 augusti 1997 gjorde han sitt första mål för klubben när man vann med 3-2 mot Vojvodina.
Under sommaren 1998 såldes Ivan Tomić till Roma och Saša Ilić blev då lagkapten. Han spelade 23 matcher och gjorde 14 mål när Partizan vann ligan. I cupfinalen 2001 mot ärkerivalerna Röda Stjärnan avgjorde han med matchens enda mål och vann därmed sin andra cuptitel. Partizan vann ligan även 2002 och 2003 och lyckades kvala in till Champions League säsongen 2003/04 efter att ha slagit ut Newcastle United i sista kvalomgången.
I februari 2004 blev Ilić utlånad till spanska Celta Vigo under sex månader. Han gjorde sitt första och enda mål mot Real Madrid i en match som Celta Vigo förlorade med 2-4. Celta Vigo blev degraderade från La Liga och Ilić återvände till Partizan. Partizan värvade även Dragan Ćirić och Ivan Tomić, som båda hade varit lagkaptener i klubben tidigare. Partizan spelade strålande fotboll under säsongen och vann ligan obesegrade. Klubben gick även till åttondelsfinal i Uefacupen 2004/2005 där man förlorade mot dom blivande mästarna CSKA Moskva.

### Galatasaray
I juli 2005 skrev Saša Ilić på ett 3-årskontrakt med turkiska Galatasaray. I sin ligadebut gjorde han ett av målen i 2-1-vinsten över Konyaspor. Under sin första säsong blev han lagets bäste målskytt med 12 mål och fick fira med att vinna Süper Lig. Ilić startade säsongen 2006/07 lysande med fem mål under de första fyra matcherna i ligan. I Champions League höll målformen i sig och han gjorde mål mot både PSV Eindhoven och Liverpool. Galatasaray slutade dock sist i gruppen och åkte ur turneringen.

### Red Bull Salzburg
Ilić värvades i juni 2007 av sin tidigare tränare i Partizan, Lothar Matthäus, då han skrev på ett 3-årskontrakt med Red Bull Salzburg. Dessvärre lämnade Matthäus Salzburg bara ett par dagar efter att Ilić anslutit till laget. Han gjorde sitt första mål för sin nya klubb i Champions League-kvalet mot lettiska Ventspils.
I januari 2009 blev Ilić utlånad till grekiska AEL resten av säsongen. Han gjorde sitt enda mål för klubben i playoffspelet till Grekiska Superligan mot AEK Aten.
När han kom tillbaka till Salzburg blev han för första gången i sin karriär petad. I september 2009 blev han avstängd av klubbens styrelse då han blev anklagad för att ha satsat pengar på att laget skulle förlora Europa League matchen mot Lazio. Ilić nekade till anklagelserna men medgav att han spelat på andra matcher.

### Återkomsten till Partizan
Saša Ilić återvände till sin moderklubb Partizan Belgrad 22 januari 2010 och blev genast utsedd till vice-kapten. Han spelade 15 matcher och gjorde tre mål under våren när Partizan vann ligan för tredje året i rad. Under säsongen 2010/11 så hjälpte han Partizan att kvalificera sig för Champions League för första gången på sju år. Klubben vann även den inhemska dubbeln samma säsong. Efter att lagkaptenen Mladen Krstajić avslutade sin karriär sommaren 2011 blev Ilić återigen lagkapten för Partizan.
I juli 2012 skrev Ilić på ett nytt 1-årskontrakt. Under den kommande säsongen blev han även uttagen till årets lag i den Serbiska Superligan, när Partizan vann ligan ännu en gång.
29 juli 2015 gjorde Ilić sin 100:e match i europaspel när han hoppade in mot Steaua București.

## Landslagskarriär
Saša Ilić hade det svårt att slå sig in i landslaget och blev inte ordinarie förrän 2003, då Ilija Petković var förbundskapten. Han blev uttagen till Serbien och Montenegros trupp till VM 2010. Där gjorde han ett mål i 2-3-förlusten mot Elfenbenskusten. Han gjorde sin sista landskamp mot Färöarna 6 september 2008.

### Internationella mål
| Nr | Datum             | Spelplats                    | Motståndare     | Mål | Resultat | Tävling       |
| -- | ----------------- | ---------------------------- | --------------- | --- | -------- | ------------- |
| 1  | 17 april 2002     | Sartid Stadium, Smederevo    | Litauen         | 1–0 | 4–1      | Vänskapsmatch |
| 2  | 10 september 2003 | Stadion Rajko Mitić, Belgrad | Italien         | 1–1 | 1–1      | EM-kval 2004  |
| 3  | 3 september 2005  | Stadion Rajko Mitić, Belgrad | Litauen         | 2–0 | 2–0      | VM-kval 2006  |
| 4  | 21 juni 2006      | Allianz Arena, München       | Elfenbenskusten | 2–0 | 2–3      | VM 2006       |

## Meriter
Partizan Belgrad
- Serbiska superligan: 1997, 1999, 2002, 2003, 2005, 2010, 2011, 2012, 2013, 2015
- Serbiska Cupen: 1998, 2001, 2011

Galatasaray
- Süper Lig: 2006